# Pengarengan (Bojonegara)
Pengarengan is een bestuurslaag in het regentschap Serang van de provincie Banten, Indonesië. Pengarengan telt 6249 inwoners (volkstelling 2010).